# Шрайбер, Биргит
Биргит Шрайбер (нем. Birgit Schreiber; род. XX век, ГДР) — восточногерманская лыжница, призёрка чемпионата мира.

## Карьера
На чемпионате мира 1978 года в Лахти в команде вместе с Марлис Росток, Барбарой Петцольд и Кристель Майнель завоевала серебряную медаль в эстафетной гонке. Других значимых достижений в карьере не имеет, в Олимпийских играх никогда не участвовала.